# 309
Cette page concerne l'année 309  du calendrier julien. Pour l'année 309 av. J.-C., voir 309 av. J.-C. Pour le nombre 309, voir 309 (nombre). Pour la voiture, voir Peugeot 309.
L'année 309 est une année commune qui commence un samedi.

## Événements
- 16 janvier : mort en exil de l'évêque de Rome Marcel Ier[1].

- 18 avril : ordination d'Eusèbe, évêque de Rome. Il meurt le 17 août et le siège reste vacant jusqu'au 2 juillet 311[1].
- Automne : Maximin Daïa renforce la persécution des chrétiens en Orient, ordonnant que les temples païens soient relevés et que tout le monde participe aux sacrifices publics et aux libations[2].
- 13 novembre : à Césarée en Syrie-Palestine, trois chrétiens qui ont interrompu le sacrifice, sont décapités par le gouverneur Firmilianus ; le même jour, une jeune chrétienne, Ennathas, est brûlé vive[2].
- 14 décembre : le gouverneur de Palestine Firmilianus condamne des Égyptiens arrêtés à Ascalon, en chemin vers la Cilicie où ils allaient assister des confesseurs condamnés aux mines. Plusieurs ont un œil crevé ou un pied estropié, et trois sont mis à mort.
- Hiver 309-310 :
  - vision de l’empereur Constantin, peut-être au sanctuaire d'Appolon à Grand (Vosges), qui lui promet un règne de trente ans. Il adopte le culte de Sol Invictus[3].
  - début de la frappe du Solidus, pièce de 4,53 grammes d'or pur, par Constantin à Trèves[4].

- À la mort du roi sassanide de Perse Hormizd II, son fils Hormizd est déposé par la noblesse qui proclame roi un enfant en gestation d'Hormizd II, Shapur II, et pose le diadème royal sur le ventre sa mère enceinte. Shapur II commence son règne personnel à sa majorité en 325 (fin en 379)[5].

- Constantin combat les Francs sur le Rhin inférieur[6].
- Licinus prend l'Istrie à Maxence mais ne peut entrer en Italie[6].
- Maxence envoie son Préfet du prétoire Rufius Volusianus à la tête d'une armée pour réprimer la révolte de Valerius Alexander en Afrique ; Alexander, vaincu, est assassiné par ses troupes, tandis que les vainqueurs se livrent au pillage de Carthage et de Cirta[7].

## Naissances en 309
- Ausone, poète latin.
- Shapur II, roi sassanide de Perse.

## Décès en 309
- 5 août : Emidius d'Ascoli, évêque et martyr.
- 13 novembre : Antonin, Zebinas et Germanos, chrétiens et Ennathas, vierge et martyr de Scythopolis, à Césarée[2].

- Hormizd II, roi sassanide de Perse.